# Leucita
La leucita és un mineral de la classe dels silicats que rep el seu nom del grec leukos (blanc).

## Característiques
La leucita és un aluminosilicat potàssic que es troba ordinàriament en grups de cristalls o en agregats granosos de color gris clar i de vegades groguenc o vermellós amb lluentor vítria, semitranslúcids o translúcids només en les vores. Té una duresa d'entre 5,5 i 6 a l'escala de Mohs, i una densitat de 2,5 g/cm³. Cristal·litza en el sistema tetragonal, i els cristalls tenen forma d'icositetratedre regular. Aquestes formes però, s'han de considerar com un cas de mimetisme, ja que aquests cristalls estan formats per uns agregats de laminetes microscòpiques dotades de doble refracció. Escalfant-los a 265 °C, aquests cristalls es tornen isòtrops i regulars. Però al refredar-se apareix de nou en ells la birefringència i l'estructura abans esmentada. La leucita es descompon fàcilment, produint caolí i les solucions de compostos sòdics la converteixen en analcima, una altra zeolita.

## Formació i jaciments
La leucita es troba únicament en roques eruptives d'origen terciari més modern. És un dels components principals de certs basalts, traquites i fondites, encara que de vegades només amb ajuda del microscopi es poden reconèixer en aquestes roques. Es pot trobar associada a altres minerals, com nefelina, natrolita i analcima. Als territoris de parla catalana ha estat descrita a la Zona Volcànica de la Garrotxa.

## Pseudoleucita
La pseudoleucita és el nom que rep un producte d'alteració de la leucita, el qual, l'ortòclasi, la nefelina, l'analcima i/o la caolinita, formen un pseudomorf del mineral. Algunes roques, com ara les fergusites, es componen majoritàriament (70%) d'aquest producte.

## Varietats
El germanat-leucita és una varietat artificial de leucita en la qual el silici es troba reemplaçat per germani, donant la fórmula KAlGe₂O₆.